# Нестеренко, Алексей Геннадьевич
Алексе́й Генна́дьевич Нестере́нко (20 февраля 1984, Москва) — российский актёр театра и кино. Окончил ВТУ им. Б. В. Щукина (курс М. Б. Борисова). Срочную службу проходил в Академическом ансамбле песни и пляски МВД. С 2006 года по 2020 год актёр Театра Романа Виктюка.

## Биография
Родился 20 февраля 1984 года в Москве. С 6 лет обучался хореографии в Центре детского народного творчества «Калинка», а с 1999 года учился в Детском музыкальном театре юного актёра и параллельно работал в МХТ им. Чехова.
По окончании 11 классов школы с углублённым изучением музыки и хореографии поступил в Театральный институт им. Щукина, учился на курсе М. Б. Борисова. Ещё до окончания учёбы, в 2002—2005 гг. параллельно работал в Театре им. Е. Вахтангова. В 2005 году окончил институт.
Срочную службу проходил в Академическом ансамбле песни и пляски МВД в качестве артиста балета. По окончании срока службы с 2006 года актёр работает в Театре Романа Виктюка.

## Творчество

### Театральные работы

#### МХТ им. Чехова
- «Сон в летнюю ночь» [кто?]
- «Венецианский антиквар» — Труффальдино (реж. Н. Шейко)[2]

#### Театр им. Е. Вахтангова
- «Царская охота» — поручик Мартынов (реж.-пост. В. Иванов)
- «За двумя зайцами» — [кто?] (реж. А. Горбань)

#### Дипломные
- «Саломея» — Иоканаан (реж. А. Золотухин)
- «Принцесса Грёза» — Бертран (реж. И. Шведенко-Пахомова)
- «Доходное место» — чиновник Любимов (реж. М. Б. Борисов)[3]
- «Вечер пластики» (реж. профессор А. Щукин)

#### Театр Романа Виктюка
- «Служанки» — Мадам (реж. Р. Виктюк)
- «Саломея» — Свидетель на суде, Воин (реж. Р. Виктюк)

#### A|CH театр
- «CARMEN» — Тореадор (реж. Анжелика Холина)[4]

## Фильмография
- «Главные роли» (2002, телесериал) — Ильгиз
- «Казус Кукоцкого» (2005, телесериал) — Пётр
- «Нас не догонишь» (2007) — Уэйн
- «Галина» (2008) — Буряце (7 и 8 серии)
- «Вкус граната» (2011, телесериал) — Максуд
- «Цыганское счастье» (2013, телесериал) — Ян
- «Принцесса с севера» (2015, сериал) — Максуд
- «За первого встречного» (2020) — Карим
- «Капитан Голливуд» (2020) - Исмаил